# 平忠正
平忠正（？—1156年8月15日（保元元年七月二十八）），日本平安時代末期武將。出身伊勢平氏，為平正盛之子，也是平忠盛的弟弟、平清盛的叔父。
平忠正最初與父親正盛同出仕於白河法皇，後來在元永二年（1119年），顯仁親王出生，擔任顯仁親王的御監。顯仁親王即為後來的崇德天皇。此後，擔任馬寮的次官右馬助。長承二年（1133年），擔任鳥羽上皇的勘當。
保延二年（1136年），成為警衛藤原賴長車駕郎黨的領頭人，以攝關家的家人身份活躍。仁平二年（1152年），任賴長的家司職事。忠正與深受鳥羽上皇信任的兄長忠盛以及侄兒清盛早早就有不和的傳聞。
保元之亂發生之時，支持崇德上皇一方，與藤原賴長共同自宇治上洛，以白河北殿為據點，被後白河天皇一側擊敗，逃亡伊勢。在潛伏一段時間之後，由於信賴侄兒平清盛，與兒子平長盛、平忠綱、平正綱、平通正一起投降。27日，朝廷下達罪名的宣旨。翌日，在六波羅被處死，處刑者為侄兒平清盛。
服部氏、戶澤氏、中根氏皆自稱是平忠正的子孫。